# Crotalus enyo
Crotalus enyo là một loài rắn trong họ Rắn lục. Loài này được Cope mô tả khoa học đầu tiên năm 1861.